# Cneorella chapaensis
Cneorella chapaensis es un coleóptero de la familia Chrysomelidae.
Fue descrita científicamente en 1981 por Medvedev & Dang.